# Cétoine grise
Oxythyrea funesta
Espèce
La Cétoine grise, Oxythyrea funesta, est une espèce de coléoptères de la famille des Scarabaeidae, de la sous-famille des Cetoniinae (cétoines).
Elle doit son nom de genre à sa forme en bouclier (du grec ὀξύς / oxús, pointu, et θυρεός / thyreós, bouclier), le nom d'espèce funesta évoquant sa couleur noire (latin funesta, « funéraire, funèbre »).

## Répartition
Ce coléoptère est présent pratiquement dans toute l'Europe, dans l'écozone paléarctique  et au Proche-Orient,.

## Description
Les larves mesurent jusqu'à 30 mm de long et se nourrissent de matières en décomposition et des racines des plantes,. Elle est aussi saproxylique. Elles peuvent rester jusqu'au printemps suivant dans le sol.
Les adultes apparaissent au début du printemps et peuvent être rencontrés de mai à juillet. Ils grandissent jusqu'à 1 à 1,5 cm. Leur vol fait un bruit semblable à celui de l'abeille.
Leur couleur est noire, tendant vers le bronze ou verdâtre.
Les mâles présentent au milieu de la face ventrale de l'abdomen sur le pronotum quatre à six points blancs sur deux rangées longitudinales et beaucoup d'autres sur les élytres ainsi que 3 dents sur le tibia antérieur dont deux orientées vers l'extérieur. Chez les femelles, l'abdomen est noir et bombé. Jeune, ils sont entièrement recouverts d'une pubescence blanche qui disparaît en environ deux mois.
Confusions possibles
- Tropinota hirta
- Tropinota squalida

La présence de points blancs sur le pronotum écarte le genre Tropinota.

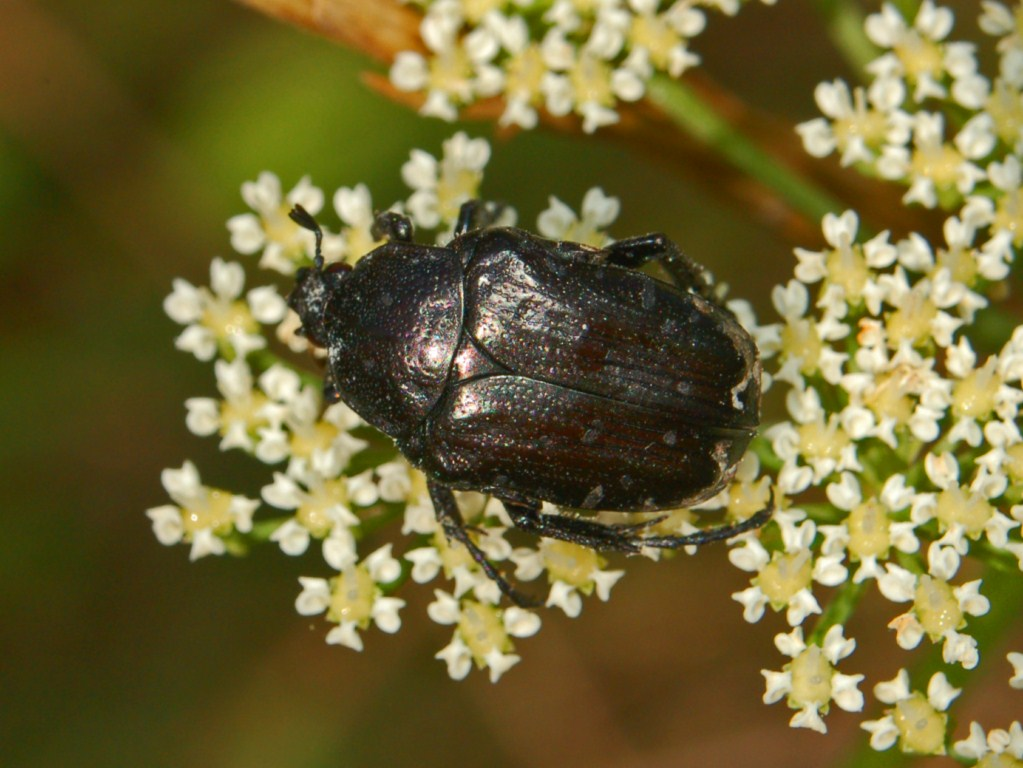
En vieillissant, cette cétoine perd ses poils et certains points blancs s'estompent.
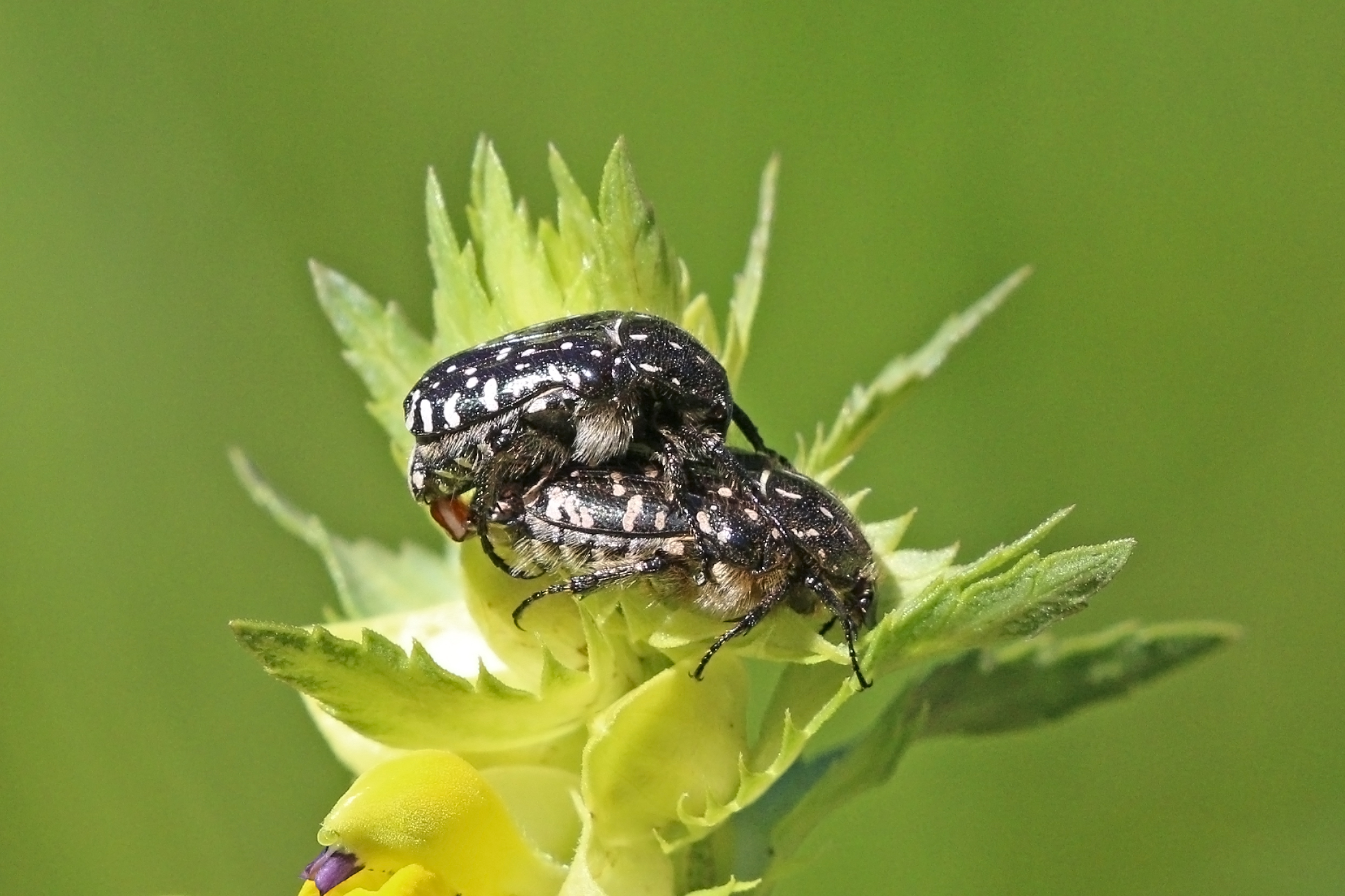
Accouplement
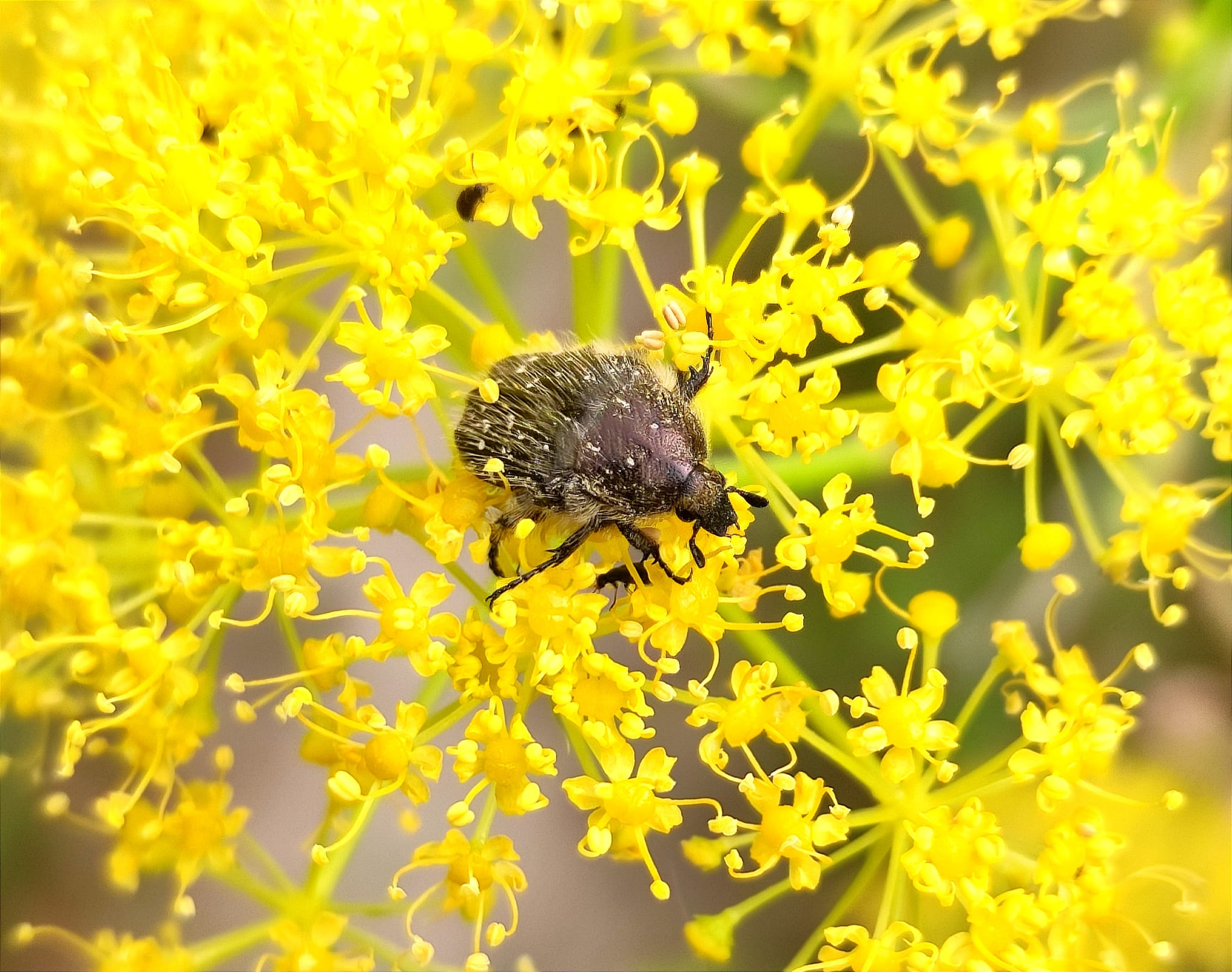
Une cétoine grise en promenade à Malte. Juin 2022.

## Systématique
L'espèce Oxythyrea funesta a été décrite par l’entomologiste autrichien Nicolaus Poda von Neuhaus en 1761.

### Noms vernaculaires
- Cétoine grise,
- Cétoine noire à points blancs,
- « drap mortuaire »,
- cétoine funeste.

### Sous-espèces
- Oxythyrea funesta var. Consobrina Villa
- Oxythyrea funesta var. deleta Mulsant

## La Cétoine grise et l'Homme
Cette cétoine phytophage est considérée comme insecte nuisible car elle ne se nourrit pas seulement de pollen, mais aussi des organes floraux, en particulier des bourgeons et fleurs de couleur claire des Rosaceae (les fleurs d'arbres fruitiers, de roses et d’iris notamment). Lorsque leur nombre est important, ils peuvent occasionner des dégâts dans les vergers de pêchers, d'agrumes, d'Actinidia (Kiwi) ou les cultures de plantes ornementales lors de la floraison, en consommant les étamines ou en endommageant les pistils.
La Cétoine noire à points blancs n'a qu'un seul prédateur, la Scolie hirsute (Scolia hirta), une guêpe qui la parasite. Cette  espèce de guêpe est en voie de disparition, laissant ainsi le champ libre à la prolifération de la Cétoine noire à points blancs.
Il n'existe pas de traitement chimique. Les jardiniers qui souhaitent éliminer cet insecte profitent de sa préférence pour les fleurs blanches, sur lesquelles il est très visible, et le font manuellement. Cette opération est plus efficace le matin, la Cétoine grise étant alors moins véloce.